# Kantosi (Volk)
Die Kantosi sind ein Volk in Ghana, die auch Yadasi, Kantonsi, Yare, Yarsi oder Dagaare-Diuola genannt werden. 
Die Kantosi leben im nördlichen Ghana in kleineren Siedlungsgebieten verstreut. Unmittelbare Nachbarn sind die Buli und die Paasaal.
Einige Kantosi leben im Sandema District weitere leben in Kpaliwongo. Weiter Siedlungen gibt es in der Nähe von Wa, in Navrongo, Bolgatanga, Nalerigu, und Kpaliwogo. Die Kantosi bezeichnen Kpaliwongo, ein Dorf südöstlich von Funsi in der Upper West Region als ihren Herkunftsort.
Ihre Muttersprache ist das Kantodi.